# Clan Omobono-Scarpa
Il clan Omobono-Scarpa è stato un sodalizio camorristico che ha operato nell'area  sud-est della città metropolitana di Napoli, precisamente nell'area di Castellammare di Stabia.

## Storia
L'origine risale alla metà degli anni '90, quando Michele Omobono, detto O' marsigliese, e Massimo Scarpa, alias O' napulitano, (cugino materno del boss della camorra Valentino Gionta) decisero di fondare un clan per imporsi contro i clan avversari e primeggiare sul loro territorio. Fu stretto così un patto con gli altri ex cutoliani i Fontana, meglio conosciuti come i 'Fasano' di via Brin, della zona del Centro Antico, fondando uno spietato cartello criminale che aveva come scopo principale quello di eliminare i D'Alessandro da Castellammare. Dopo aver composto il clan da numerosi affilliati della Nuova Camorra Organizzata, tra i quali Raffaele Martinelli, Giovanni Savarese e Raffaele Carolei, i boss del clan Omobono-Scarpa innescarono una sanguinosa guerra senza esclusioni di colpi. Dichiarano guerra alla cosca del quartiere Scanzano, ordinando l'omicidio di due pezzi da novanta del clan, ovverosia Giuseppe Verdoliva e Antonio Martone. Martone fu raggiunto nell'area portuale stabiese da due sicari che lo crivellarono di colpi. A distanza di qualche settimana, anche Verdoliva fu vittima della sanguinosa faida di camorra: l'uomo fu ucciso poco prima dell'ingresso alla Fincantieri, indotto nel quale lavorava da alcuni anni. Gli scissionisti programmarono le loro vittime per colpire sul tallone d'Achille la famiglia di Michele D'Alessandro: Verdoliva era infatti un suo strettissimo collaboratore, mentre Martone era il cognato del padrino Michele D'Alessandro, in quanto fratello della consorte di questi, Teresa Martone. Il clan non ha mai avuto intenzione di fermarsi, il denaro sporco continuava ad aumentare grazie alle numerose attività illecite, tra cui il traffico di droga, di armi e le estorsioni, che si svolgevano nelle strade di Castellammare. Il clan D'Alessandro risponde ordinando l'omicidio di uno dei ras del clan, Marcello Scarpa (fratello di Massimo Scarpa), consumato all'interno di un bar di Torre Annunziata. La terribile faida fu fermata da indagini e arresti. Dopo anni di dichiarazioni dei vari pentiti, tra cui spiccano Luciano Fontana e il killer oplontino Pasquale Rapicano, Michele Omobono e Massimo Scarpa furono arrestati e condannati alla pena dell'ergastolo. La loro sentenza ha chiuso, salvo ulteriori sviluppi, uno dei periodi più bui della storia criminale stabiese, contrassegnata da una delle più sanguinose faide degli anni duemila.

## Fatti recenti
- Secondo le informazioni più recenti della Direzione Investigativa Antimafia, il clan non è più attivo nel territorio di Castellammare di Stabia, in cui sono citati solo il clan D'Alessandro e il clan Cesarano.[7]